# Matěj Červenka
Matěj Červenka (lat. Erythacus nebo Erythraeus) (21. února 1521, Čelákovice – 13. prosince 1569, Přerov) byl kněz a biskup Jednoty bratrské, správce přerovské bratrské diecéze a literát.

## Život
Pocházel z utrakvistického prostředí, do Jednoty byl přijat 1. ledna 1533 v Mladé Boleslavi. Zde navštěvoval bratrskou školu biskupa Jana Roha. V roce 1536 byl vyslán na studia do Vitemberku. V únoru 1540 se stal v Litomyšli učedníkem Jana Augusty, ještě téhož roku v dubnu se účastnil bratrského poselstva vedeného prostějovským biskupem Martinem Michalcem (1484–1547) do Vratislavi k reformátorovi Janu Hessovi a v květnu do Štrasburku k Martinovi Bucerovi, kde poznal Jana Kalvína. V květnu 1544 byl v Litomyšli ordinován na jáhna, a působil zde jako pomocník Jana Augusty.
V roce 1548 po porážce českého stavovského povstání odešel Matěj Červenka s částí exulantů do Polska a Východních Prus, v Královci je zastupoval u teologického přezkoušení luterskou církevní vrchností. V Prusích působil jako pomocník biskupa Macha Sionského († 1551), při jehož pohřbu kázal a Jiřího Ujce († 1560). V prosinci 1549 byl na synodu ve Slížanech ordinován na kněze, v lednu 1550 byl v Prostějově povolán do úzké rady jako konsenior. V červnu 1553 byl na synodu v Přerově společně s Janem Černým zvolen biskupem a na témže synodu byl od úzké rady ustaven písařem Jednoty. Jeho sídlem se stal Přerov, kde současně zastával úřad správce bratrské školy. V roce 1556 zastupoval Jednotu při rozhovorech s polskými protestanty v Pinczówě. V srpnu 1556 bylo v Přerově Janovi Černému a Matěji Červenkovi svěřeno vysílání bratrských mládenců na zahraniční studia. V roce 1558 mu byl na setkání členů úzké rady v Mladé Boleslavi úřad biskupa potvrzen a k pomoci mu byl přidán Jan Blahoslav jako druhý biskup-písař se sídlem v Ivančicích. V říjnu 1558 Červenka zastupoval české a moravské bratrské biskupy při jednání s delegací polských sborů o teologických otázkách na setkání členů úzké rady v Lipníku nad Bečvou.

## Dílo
Podle bratrského Nekrologia byl Matěj Červenka člověk učený, vymluvný, příkladný, historicus a summou veliký a znamenitý. Jeho kompetence v několika oborech uznávali již současníci, avšak nedochovaly se všechny jeho spisy (zejména historické), nebo nebyly doposud identifikovány. K dochovaným patří:
- Psání učiněné od bratří, kteréž někteří z omylu neb z závisti pikharty nazývají (tisk 1554). Polemický spis vydaný v reakci na útoky bratrských protivníků s cílem vysvětlit širšímu publiku důvody samostatné cesty Jednoty. Velký prostor je věnován otázce kněžství a řádnému vysluhování svátostí. Spis vyvolal další polemiku s Vojtěchem z Pernštejna, na kterou Červenka opět literárně reagoval:
- Osvědčení a očištění se Jednoty bratrské proti nářkům knížky Vojtěcha z Pernštejna (tisk 1558). Odmítnutí slučovacích tendencí moravských luteránů, jejichž reformu církevní organizace Vojtěch z Pernštejna na svých panstvích podporoval.
- Žaltář Davida svatýho, proroka a krále velikýho. (tisk 1562; název je rekonstruován podle záznamu v soupisu zakázaných knih, Indexu z roku 1770, v unikátně dochovaném exempláři totiž chybí titulní strana). Překlad Žalmů, který odráží Červenkovy filologické zájmy, ale i obecnou oblibu této starozákonní knihy. Jan Blahoslav řadu míst překladu podrobil kritice ve své Gramatice české, a tím patrně ovlivnil rozhodnutí pořídit pro Bibli kralickou nový překlad žaltáře.
- Obecní a hlavní artikulové učení křesťanského v Jednotě bratrské (dochováno pouze v opise z r. 1591). Pokus o systematický přehled bratrské věrouky. Dílo začaté v roce 1564 zůstalo nedokončeno.
- Záznamy bratrského Nekrologia, které redakčně zpracoval Jan Blahoslav.
- Účast na několikerých redakcích textu bratrské konfese.
- Sběr materiálu pro sbírku českých a moravských přísloví, kterou doplnil a ke své Gramatice připojil Jan Blahoslav.

### Edice
- FIEDLER, Joseph (ed.). Todtenbuch der Geistlichkeit der Böhmischen Brüder. Fontes rerum Austriacarum. Oesterreichische Geschichts-Quellen. Abt. 1. Scriptores. Bd. 5. Wien 1863, 251–252 (Červenkův životopis z pera Jana Blahoslava v bratrském Nekrologiu)
- MOLNÁR, Amedeo (ed.), Čeští bratří a Martin Bucer. Listy kritického přátelství. Praha 1972
- SPILKA, Josef (ed.), Matěj Červenka, Jan Blahoslav: Česká přísloví. Praha 1970
- ZELINKA, Timoteus Čeněk (ed.). Cesty Českých bratří Matěje Červenky a Jana Blahoslava. Praha 1942, 57–90